# Пиштет
Пиштет (чорн. Pištet/Пиштет) — село (поселення) в Чорногорії, підпорядковане общині Котор. Християнське поселення з населенням 0 мешканців.

## Населення
Динаміка чисельності населення (станом на 2003 рік):
- 1948 → 121
- 1953 → 138
- 1961 → 59
- 1971 → 35
- 1981 → 0
- 1991 → 0
- 2003 → 0